# أونيغاي ماي ميلودي
أونيغاي ماي ميلودي (باليابانية: おねがいマイメロディ) هو مسلسل أنمي عرضت السلسلة الأولى منها في الفترة بين 3 أبريل 2005، و 26 مارس 2006 على قنوات أنيماكس، تلفزيون أوساكا، تلفزيون طوكيو.

## وصلات خارجية
- أونيغاي ماي ميلودي على موقع IMDb (الإنجليزية)
- أونيغاي ماي ميلودي على موقع قاعدة بيانات الفيلم (الإنجليزية)
- أونيغاي ماي ميلودي على موقع ANN anime (الإنجليزية)